# Pete King (Schlagzeuger)
Pete King (* 13. August 1958; † 15. Juli 1987) war ein britischer Schlagzeuger. 
Er spielte bei der britischen Formation After the Fire, bevor er 1986 als Nachfolger von Jan Dix Mitglied der Kölner Rockband BAP wurde. Pete King starb 1987 an Hodenkrebs. 1988 setzten ihm BAP auf ihrem Album Da Capo mit dem Song Flüchtig ein musikalisches Denkmal.
| Personendaten    | Personendaten      |
| ---------------- | ------------------ |
| NAME             | King, Pete         |
| KURZBESCHREIBUNG | britischer Musiker |
| GEBURTSDATUM     | 13. August 1958    |
| STERBEDATUM      | 15. Juli 1987      |